# بخش بودری
بخش بودری یکی از بخش‌های ایالت نوشتل  در کشور سوئیس است.